# Malhargarh
Malhargarh è una suddivisione dell'India, classificata come nagar panchayat, di 7.349 abitanti, situata nel distretto di Mandsaur, nello stato federato del Madhya Pradesh. In base al numero di abitanti la città rientra nella classe V (da 5.000 a 9.999 persone).

## Geografia fisica
La città è situata a 24° 17' 17 N e 74° 59' 02 E.

## Società

### Evoluzione demografica
Al censimento del 2001 la popolazione di Malhargarh assommava a 7.349 persone, delle quali 3.713 maschi e 3.636 femmine. I bambini di età inferiore o uguale ai sei anni assommavano a 1.044, dei quali 535 maschi e 509 femmine. Infine, coloro che erano in grado di saper almeno leggere e scrivere erano 5.349, dei quali 3.025 maschi e 2.324 femmine.